# Fox Theatre (San Francisco)

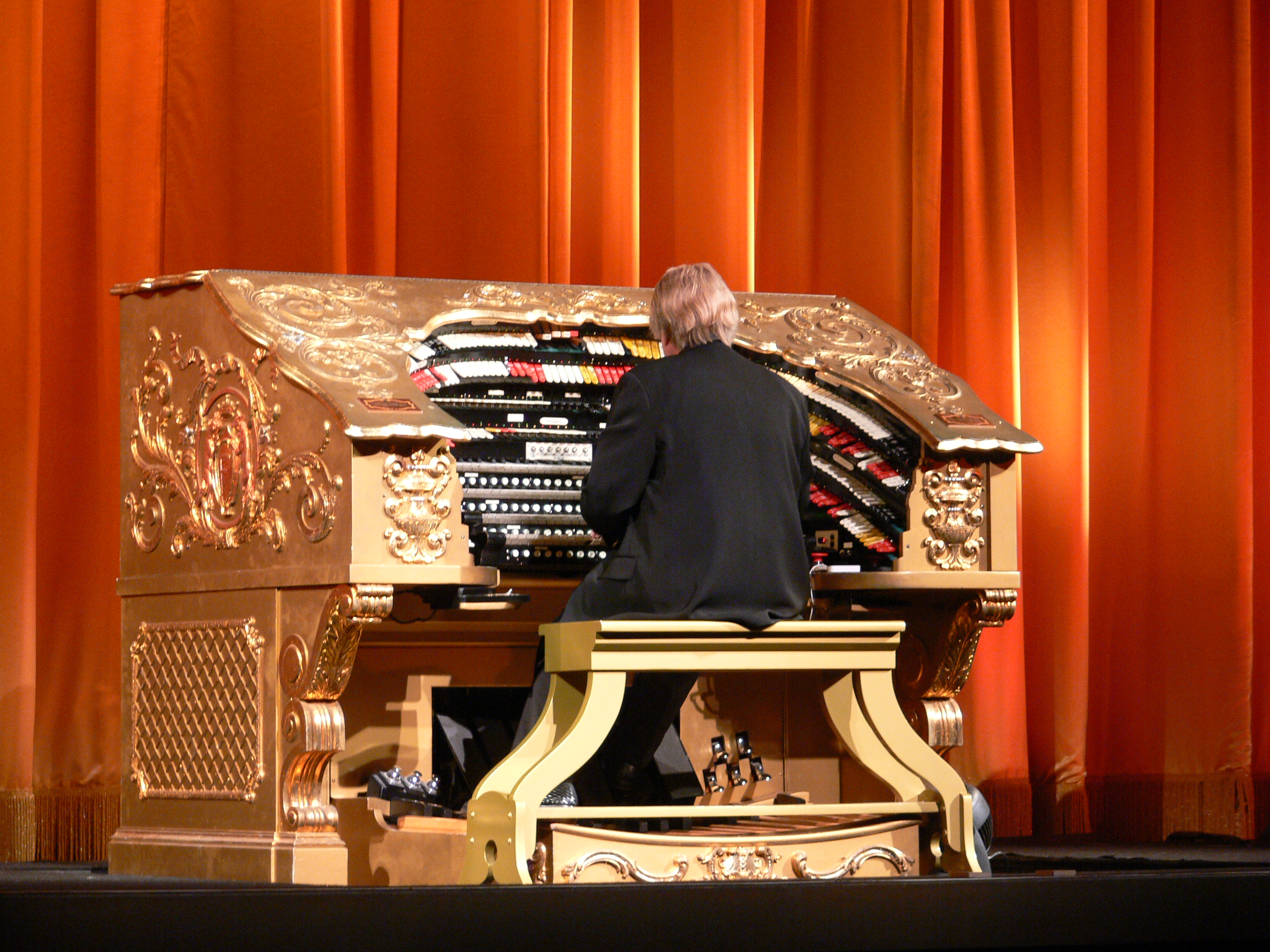
Die Wurlitzerorgel wurde gerettet

Das Fox Theatre in San Francisco war einer der größten und opulentesten Filmpaläste der Zwischenkriegszeit.
Das Großkino mit einem Fassungsvermögen von über 4500 Menschen wurde am 28. Juni 1929 eröffnet und am 15. Februar 1963 geschlossen. Einem Abschiedsfest mit zahlreichen Hollywoodstars am 16. Februar folgte der Abriss, der am 12. August abgeschlossen war. Geplant wurde das Kino vom Architekten Thomas W. Lamb für den Filmmagnaten William Fox. Wertvolle Teile des Inventars wurden am 28. Februar 1963 versteigert. Die mächtige Kinoorgel der Firma Wurlitzer befindet sich heute im Kino „El Capitan“ in Los Angeles. An der Stelle des Filmpalasts in der Market Street steht heute ein Bürohochhaus namens Fox Plaza.